# Trudna podróż
Trudna podróż (tyt. oryg. Një udhëtim i vështirë) – albański film fabularny z roku 1977 w reżyserii Petrita Llanaja i Xhezaira Dafy.

## Opis fabuły
Bohaterami filmu są stary robotnik Miti i młody kierowca Sokol, którzy podejmują się zadania przewiezienia dużego stalowego zbiornika, z portu w Durrës do jednego z nowo wybudowanych kombinatów. Trudność przedsięwzięcia wynika z jakości drogi, którą musi jechać samochód ciężarowy. Nikomu przed Miti i Sokolem nie udało się tamtędy przejechać.
Film oparty na wydarzeniach autentycznych, które rozegrały się w 1968. Zdjęcia do filmu realizowano w Durrës.

## Obsada
- Demir Hyskja jako Miti
- Pandi Siku jako Sokol
- Spiro Urumi jako Petro
- Elez Kadria jako sekretarz partii
- Sotiraq Çili jako inżynier
- Vangjel Heba jako wiceminister
- Pavlina Leka jako Vjosa
- Hysen Bashhysa jako inżynier
- Milto Profi jako Llaci
- Lutfi Hoxha jako ojciec Vjosy
- Marta Burda jako matka Vjosy
- Mimika Luca jako żona Mitiego
- Xhemal Sefa jako mechanik
- Gëzim Kruja